# Roboto

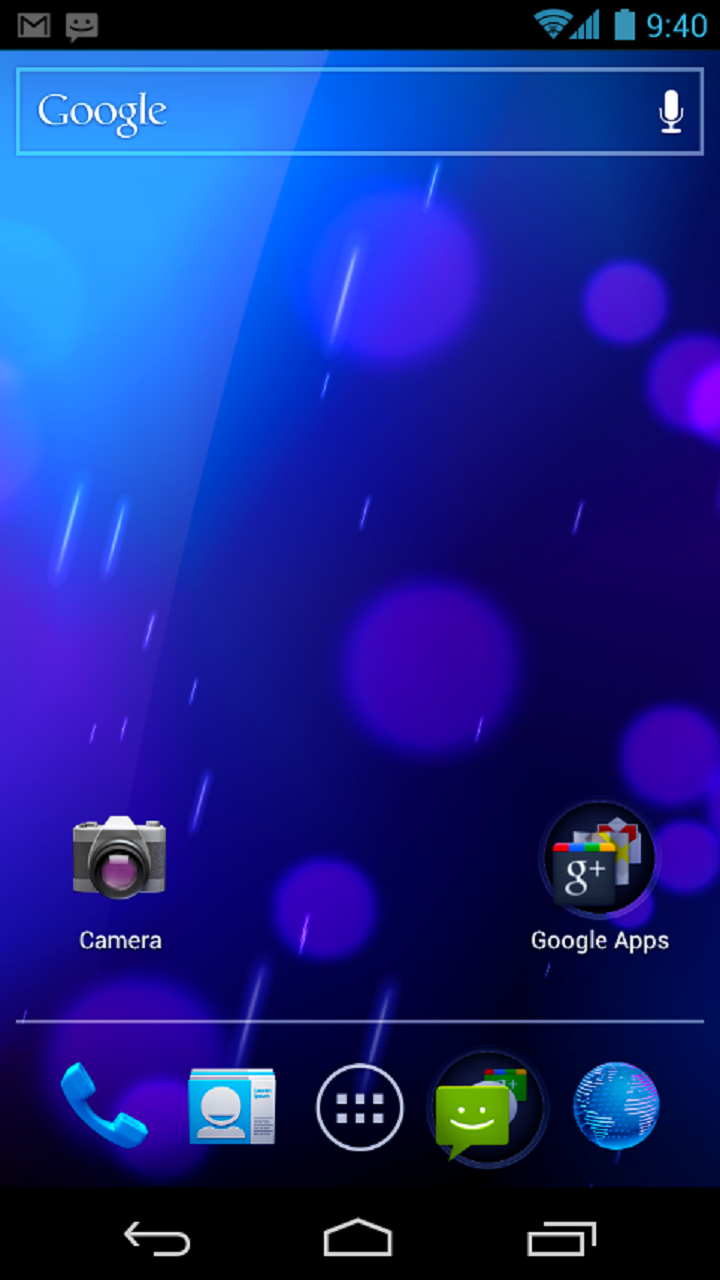
Android 4.0 "Ice Cream Sandwich"的特点：Roboto字型

Roboto是为Android操作系统设计的一个无衬线字体家族。Google描述该字型为“现代的、但平易近人”和“有感情”的。该字型在Apache许可证下授权使用。整个字型家族在2012年1月12日在新推出的Android设计网站「Android Design」上正式提出以供免费下载。这个字型家族包含Thin、Light、Regular、Medium、Bold、Black六种粗细及相配的斜体。此外还包含Condensed样式的Light、Regular和Bold三种粗细及相配的斜体。

## 开发
该字型是由Google的界面设计师Christian Robertson完全在Google系统内部设计的，其曾在自己的Betatype独立设计了Ubuntu-Title。

## 回响
typographica.org的文字编排学评论员Stephen Coles评论Roboto为“四头科学怪人字型”，将其描述为一个“大杂烩”的排版风格而没有统合得很好。 其他字体专业设计师声称在重音字形裡有明显的错误， 而John Gruber评论此字型是一个“Google的Arial”。

## 用途
Roboto字型是Android 4.0 "Ice Cream Sandwich"及後續版本的默认字型。自2012年3月15日开始，Google+及Google地图的默认字体亦改为Roboto。

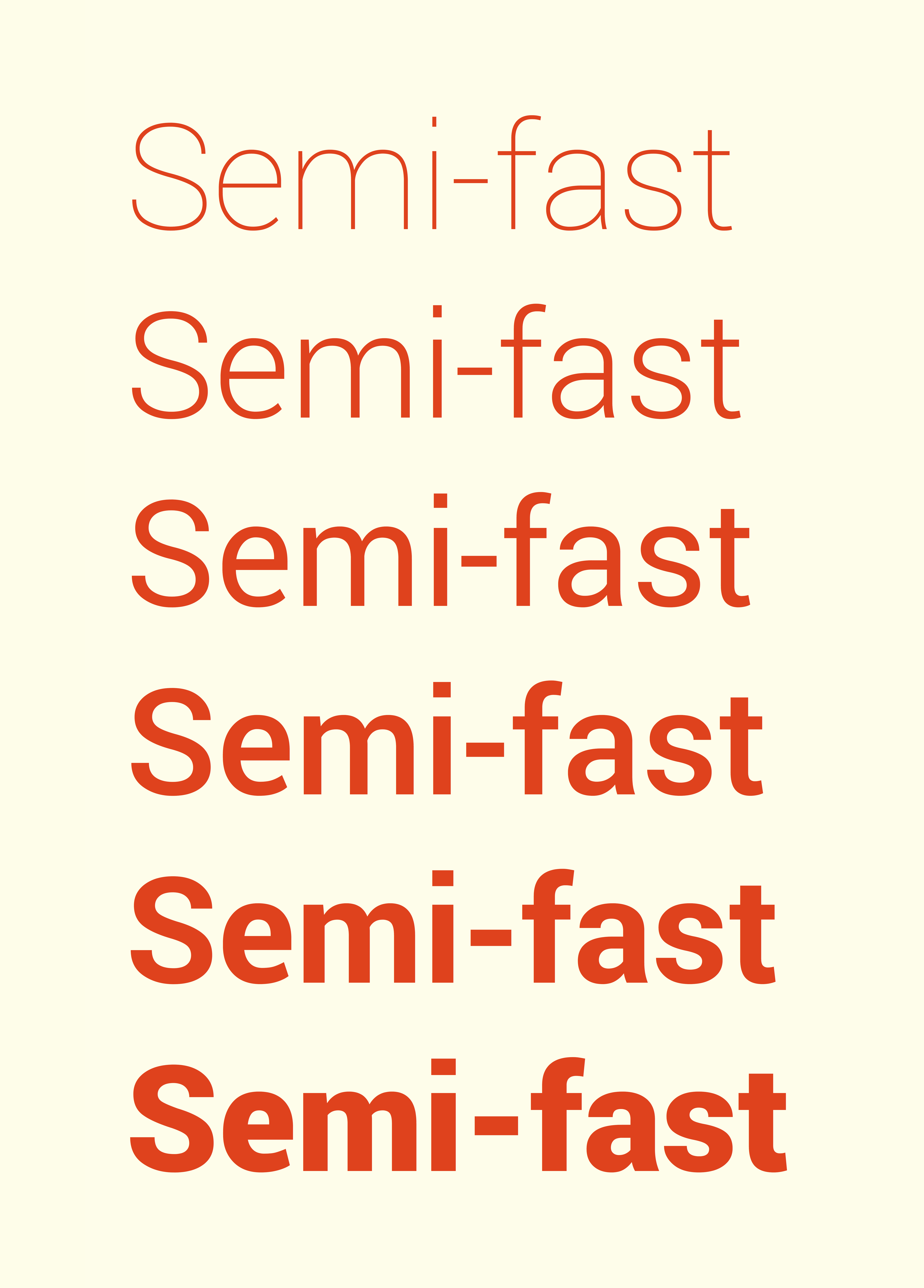
Roboto的粗细范围

## 重新设计

Roboto Slab

2014年6月25日，Matias Duarte在Google I/O宣布Roboto字体为了Android Lollipop而被大幅度的重新设计，这是系统默认字型的最新版本。新的版本已经在Google Design网站上提供。在字形中有着最明显的改变的字有B（收缩）、R、P、a（膨胀空间）、D、O、e、g、（弯曲）k和数字1、6、7、和9。此外，标点符号与在小写字母i和j裡的小点已经从方点改变成圆点。

## 衍生字体

### Roboto Slab
Roboto Slab是一个以Roboto为基础的粗衬线体字型。它是在2013年3月时引进作为Google的笔记服务Google Keep的预设字型。

### Roboto Mono

Roboto Mono

Roboto Mono是一个以Roboto为基础的等宽字体。该字体主要为显示程式码而设计，在字母、数字和符号的视觉设计上都有作出相应的优化。